# Jegor Ponomariow
Jegor Ponomariow (ros. Егор Пономарёв; ur. 27 maja 1991) – rosyjski zapaśnik startujący w stylu wolnym. Czwarty w Pucharze Świata w 2015. Mistrz Rosji w 2016 i drugi w 2014 roku.